# Хари Потер 20. годишњица: Повратак у Хогвортс
Хари Потер 20. годишњица: Повратак у Хогвортс (енгл. Harry Potter 20th Anniversary: Return to Hogwarts) је специјал окупљања филмског серијала Хари Потер, који је објављен на платформи HBO Max 1. јануара 2022. године. Њиме се обележава 20. годишњица објављивања првог филма из серијала, Хари Потер и Камен мудрости (2001). Продуцирао га је Warner Bros. Television Studios у сарадњи са студијом Warner Horizon, а извршна продуценткиња је била Кејси Патерсон.
У специјалу се појављују глумци из серијала: Данијел Редклиф, Руперт Гринт, Ема Вотсон, Хелена Бонам Картер, Роби Колтрејн, Рејф Фајнс, Џејсон Ајзакс, Гари Олдман, Том Фелтон, Џејмс Фелпс, Оливер Фелпс, Марк Вилијамс, Бони Рајт, Алфред Инок, Ијан Харт, Тоби Џоунс, Метју Луис, Евана Линч, продуцент Дејвид Хејман, као и режисери Крис Коламбус, Алфонсо Куарон, Мајк Њуел и Дејвид Јејтс.

## Улоге
- Данијел Радклиф
- Руперт Гринт
- Ема Вотсон
- Хелена Бонам Картер
- Роби Колтрејн
- Алфред Инок
- Том Фелтон
- Рејф Фајнс
- Ијан Харт
- Џејсон Ајзакс
- Тоби Џоунс
- Метју Луис
- Евана Линч
- Гари Олдман
- Џејмс Фелпс
- Оливер Фелпс
- Марк Вилијамс
- Бони Рајт
- Дејвид Хејман
- Крис Коламбус
- Алфонсо Куарон
- Мајк Њуел
- Дејвид Јејтс
- Џ. К. Роулинг (архивски снимци)
- Стивен Фрај (наратор)

Специјал садржи снимке и одаје почаст члановима глумачке екипе који су у међувремену преминули, укључујући Хелен Макрори, Алана Рикмана, Џона Херта, Ричарда Грифитса и Ричарда Хариса.

## Продукција

### Развој
У новембру 2021, Warner Bros. је најавио Хари Потер 20. годишњицу: Повратак у Хогвортс, ретроспективни специјал који укључује глумачку поставу и филмске ствараоце серијала о Харију Потеру како би прославио 20. годишњицу изласка првог филма из серијала, Хари Потер и Камен мудрости (2001). Специјал је продуцирао Warner Bros. Television Studios у сарадњи са студијом Warner Horizon, а извршна продуценткиња је била Кејси Патерсон.

#### Искључивање Џ. К. Роулинг
Џ. К. Роулинг – ауторка серијала књига о Харију Потеру, која је имала значајну улогу у филмској продукцији – углавном је одсутна у специјалу. Она се појављује мање од тридесет секунди у архивским снимцима и помињу је неки од интервјуисаних гостију, али ниједна реклама за специјал није је укључивала. Критичари су спекулисали да је то због њених ставова о трансродним питањима и, према Еду Пауеру из новина The Daily Telegraph, последичног „јавног укора од стране звезда серијала”. Међутим, Entertainment Weekly је известио да је Роулингова била позвана да се појави, али је сматрала да је архивски снимак довољан, а „извори блиски ситуацији” негирају да је ауторкина одлука повезана са контроверзом око њених коментара о трансродним особама.

## Издање
Повратак у Хогвортс је објављен на платформи HBO Max 1. јануара 2022. године. Специјал је касније током године емитован на каналима TBS и Cartoon Network пред излазак филма Фантастичне звери: Тајне Дамблдора.
| Регион                                   | Емитер(и)                                    | Референце   |
| ---------------------------------------- | -------------------------------------------- | ----------- |
| Азија (одабране земље)                   | HBO Go                                       |             |
| Аустралија                               | Binge                                        |             |
| Белгија                                  | Streamz (Фландрија) Tipik и Auvio (Валонија) | [ 4 ] [ 5 ] |
| Канада                                   | Crave                                        |             |
| Средња и источна Европа (одабране земље) | HBO Go                                       |             |
| Француска                                | Salto                                        | [ 6 ]       |
| Немачка                                  | Sky                                          | [ 7 ]       |
| Индија                                   | Prime Video                                  |             |
| Вијетнам                                 | FPT Telecom                                  | [ 8 ]       |
| Ирска                                    | Sky и Now                                    |             |
| Италија                                  | Sky                                          |             |
| Латинска Америка и Кариби                | HBO Max                                      | [ 9 ]       |
| Нови Зеланд                              | TVNZ 2 и TVNZ OnDemand                       |             |
| Средњи исток (одабране земље)            | OSN                                          |             |
| Нордијске земље                          | HBO Max                                      |             |
| Русија                                   | Amediateka                                   |             |
| Шпанија                                  | HBO Max                                      |             |
| Швајцарска                               | Sky                                          | [ 10 ]      |
| Португалија                              | HBO Go                                       |             |
| Уједињено Краљевство                     | Sky и Now                                    | [ 11 ]      |
| САД                                      | HBO Max                                      |             |

## Пријем
На сајту Rotten Tomatoes, специјал држи рејтинг одобравања од 96% са просечном оценом 7,8/10, на основу 25 рецензија. Критички консензус сајта гласи: „Привржен и откривајући, Повратак у Хогвортс нуди интиман увид у то како је прављење франшизе о Харију Потеру донело своју посебну врсту магије за оне који су били укључени.” Metacritic, који користи пондерисани просек, доделио је оцену 65 од 100 на основу 11 критичара, што указује на „генерално повољне критике”.